# ميخائيل مولر (كاتب)
ميخائيل مولر (بالإنجليزية: Michael Müller)‏ هو كاتب أمريكي، ولد في 1825، وتوفي في 1899.